# Dronework
Dronework is een ep van het Britse Bass Communion. Bass Communion bestaat alleen uit Steven Wilson, die ambientmuziek onderbrengt onder deze bandnaam. De ep verschijnt voor het eerst in maart 2005 als Cd-r, die alleen op verzoek gebrand wordt. Op veler verzoek wordt de ep opnieuw uitgebracht in juli 2008 als geperst exemplaar door Headphone Dust, dat meerdere opnamen van Wilson uitbrengt.
De ep bevat slechts één track; Dronework van 20:16 minuten. Het is zware ambient, maar lang niet zo zwaar als bijvoorbeeld de Continuum-projecten.

## Hoes

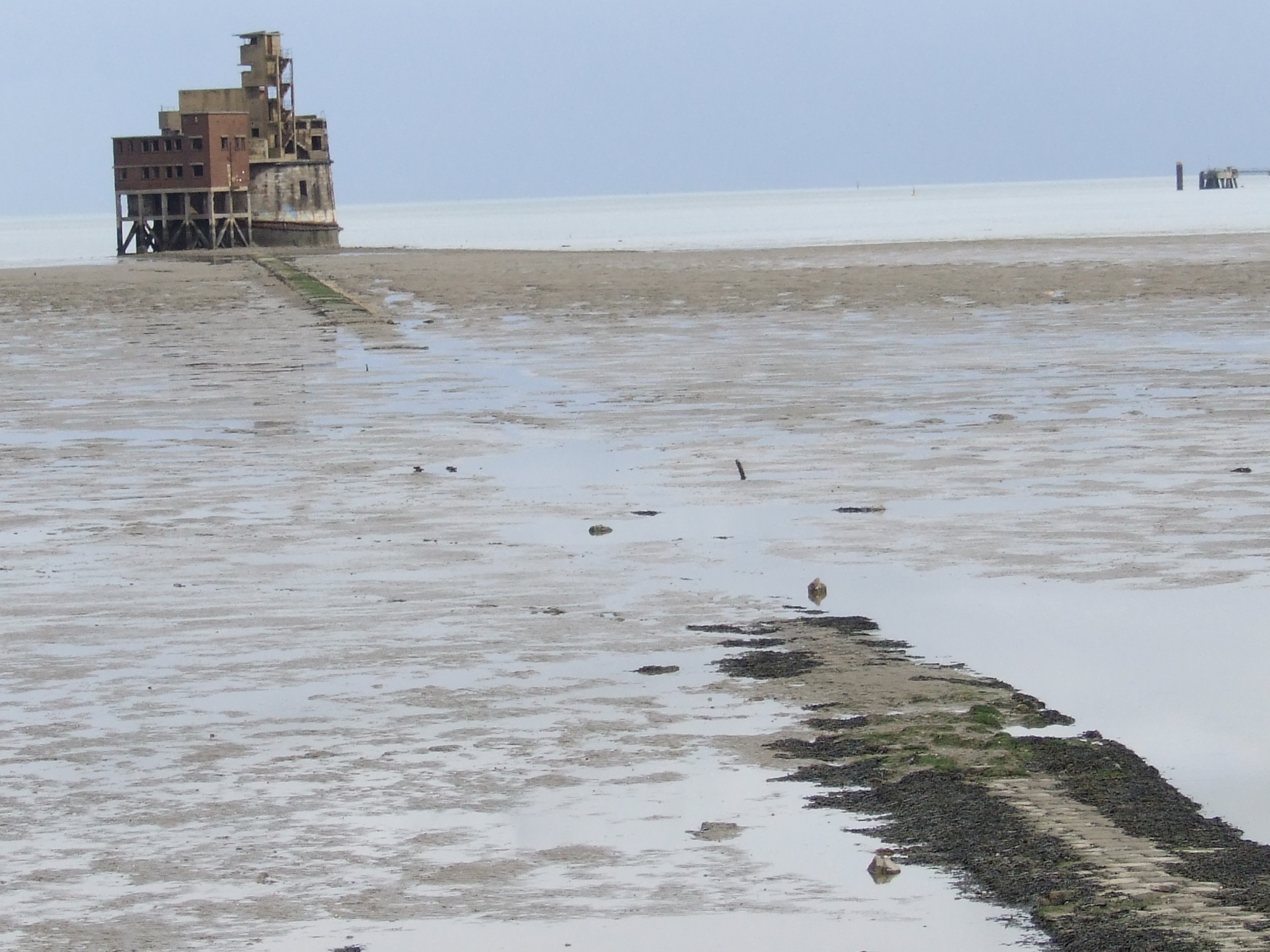
Grain Tower

Speciale aandacht mag uitgaan naar de hoes uit 2008. De hoes bestaat uit een hoesconstructie bekend van elpees, die dan tot klein formaat is teruggebracht. De hoes bestaat uit een foto van de zogenaamde Grain Tower Battery op het Isle of Grain, geleverd door Carl Glover. Het gebouw is in 1855 gebouwd, en heeft als adres Thames no. 1. Het is als het album uitkomt te koop voor 700.000 Britse ponden.